# Олександрівка (Миколаївська селищна громада, Сумський район)
Олекса́ндрівка —  село в Україні, у Миколаївській селищній громаді Сумського району Сумської області. Населення становить 142 особи. До 2016 орган місцевого самоврядування - Тучненська сільська рада.

## Географія
Село Олександрівка розташоване на відстані 3 км від витоків річки Вир та Бобрик. На відстані 1.5 км розташовані села Тучне та Комарицьке.
По селу тече струмок, що пересихає.

## Історія
- Село постраждало внаслідок геноциду українського народу, проведеного урядом СССР 1923-1933 та 1946-1947 роках[джерело?].
- 12 червня 2020 року, відповідно до розпорядження Кабінету Міністрів України № 723-р «Про визначення адміністративних центрів та затвердження територій територіальних громад Сумської області», село увійшло до складу Миколаївської селищної громади[1].
- 19 липня 2020 року, в результаті адміністративно-територіальної реформи та ліквідації Білопільського району, село увійшло до складу новоутвореного Сумського району[2].

## Економіка
- Молочно-товарна ферма.